# Henri Dontenville
Henri Dontenville, né le 9 juin 1888 à Charenton-le-Pont et mort le 12 novembre 1981 à Lormont (Gironde), est un mythographe français, créateur de la Société de mythologie française.

## Biographie
Henri Dontenville fait des études à Paris, au lycée Chaptal, et devient professeur au lycée de Poitiers en 1911, après un stage pédagogique à Janson-de-Sailly où il voisine avec Jean Giraudoux, et l'agrégation qu'il obtient à vingt-et-un ans.
En août 1914, il est mobilisé au 325e de ligne. Il est blessé plusieurs fois et reçoit la Croix de guerre et la Légion d'honneur.
Après la guerre, il est professeur à Avignon. Il est en relation avec Daniel-Rops et Henri Bosco. Entre 1921 et 1935, il commence à publier des ouvrages littéraires et philosophiques. Il est lauréat de l'Institut pour Les doctrines morales contemporaines. En 1925, il est nommé inspecteur d'Académie à Privas, puis à Moulins en 1927, à Angers en 1933, à Lyon en 1938. C'est au cours de ses tournées d'inspection qu'il s'intéresse aux traditions populaires que lui transmettent les instituteurs et les élèves. Il découvre l'existence d'un Gargantua qui n'a rien du personnage de Rabelais, mais relève d'une tradition beaucoup plus ancienne et est corrélée avec d'autres éléments, constituant une mythologie encore inexplorée.
De son poste à Lyon, au début de la seconde guerre mondiale, il publie une plaquette illustrée par les enfants des écoles, préfacée par Édouard Herriot. Son but avoué est de ramener le peuple français à son terroir et à ses racines. En 1940, il redevient professeur à Versailles, puis au lycée Charlemagne à Paris. Il entreprend un doctorat ès lettres avec une thèse sur la mythologie française, qu'il soutient avec succès en 1947, et qui est la base de sa Mythologie française (1948).
Il est le fondateur-conservateur du Musée Rabelais, Maison La Devinière et du musée Jeanne d'Arc du château de Chinon.

## Œuvres
- La Vie peu connue du bon géant Gargantua résumée, d'après témoignages et documents, par l'inspecteur d'Académie du Rhône, pour être mise en beaux dessins et récits par les écoliers de Lyon et d'ailleurs, préface du président Herriot, Lyon, J. Chevalier et fils, II-60 p.
- La Mythologie française, Paris, Payot « Bibliothèque historique », 227 p., 1948 (nouvelle éd. Paris, Payot, coll. « Le regard de l'histoire », 1973, 267 ; 1998, avec une préface de B. Sergent).
- Les Dits et récits de mythologie française, Paris, Payot, 255 p., 1950
- Histoire et géographie mythiques de la France , Paris, G.-P. Maisonneuve et Larose, 378 p., 1973.
- Guide la France mystérieuse, 1964
- La France mythologique, 1966